# イック
イックは、マヤ文明で使われていたツォルキン（暦）の第2番目の日。キチェ語でIq'。世界、自然、祭壇、空気、命の呼気の象徴。
- 関連色：白、青、水色

- 解釈：世界の終わりを記念するシンボル。「天の心（Corazón del Cielo）」と「地の心（Corazón de la Tierra）」の日。時の担い手。イックは神霊の息であり、命の息吹、インスピレーション（吸気）、アイデア、行動である。あらゆる存在の本質。祭壇の日、空気の日、力と命で満たしてくれる聖なる息吹。

- 長所：命で満ちている、想像、体力、夢想家、商人

- 短所：暴力的、不品行、怠慢

- 健康：病気になると情熱的で感情的に動揺し、自分の病気に八つ当たりをする。そのため、問題が慢性化して解決されない。

- 祭事：この日の祭事は、聖なる自然における存在すべてに感謝し、創造主の行為に感謝し、風が苦難や病気、悪を吹き払ってくれることを願って催される。心理的な問題の持ち主を癒し、情念、憎悪、憂鬱を取り去ることができる。また、加護を願い、人類の全精神が成長するための日でもある。